# Garejka
Garejka (orosz betűkkel: Гарейка, baskír nyelven: Гәрәй) falu Oroszországban, a Baskír Köztársaságban, a Baltacsevói járásban.

## Népesség
- 2002-ben 63 lakosa volt, melynek 60%-a mari, 35%-a baskír.
- 2010-ben 39 lakosa volt.